# Волков, Александр Сергеевич (советский хоккеист)
Александр Сергеевич Волков (1 января 1939 — 2012) — советский хоккеист, защитник. Мастер спорта СССР.
Начинал играть в «Динамо» Москва в сезоне 1957/58 чемпионата СССР. В сезоне 1959/60 играл в первенстве РСФСР за СКИФ Москва. В дальнейшем выступал за клубы «Динамо» Новосибирск (1960/62), «Крылья Советов» (1962/63 — 1963/64), «Локомотив» Москва (1964/65 — 1972/73), АТСЕ Грац (Австрия, 1973/74).
Обладатель Кубка Бухареста (1964), обладатель Кубка Шпенглера (1967, 1969).
Тренер в «Локомотиве» (1976/77 — 1978/79). Руководитель команды «Химик» Воскресенск (1991/92 — 1992/93).
Скончался в 2012 году.